# Фаас Вилкес
Серваас Вилкес (на холандски: Servaas Wilkes), наричан още „Фаас“ е холандски футболист, роден на 13 октомври 1923 г. в Ротердам. Смятан е за един от най-великите холандски футболисти изобщо. Той е едно от най-добрите олицетворения на термина „полузащитник“ през 50-те.
Започва професионалната си кариера в местния Ксерксес Ротердам, където прекарва цели 9 години. В Холандия е наричан „Мона Лизата на Ротердам“, понеже дрибъла му бил, като произведение на изкуството.
През 1949 г. преминава във ФК Интер, където отбелязва 47 гола в 95 мача. Това го прави четвъртия в историята холандец, който играе футбол в чужда страна. Вилкес моментално става идол на феновете, поради елегантната си игра, непридвидимите движения и здравите единоборства. „Любовта“ му към топката е толкова силна, че на моменти дори се увлича и забавя играта на отбора.
През 1952 г. преминава в редиците на ФК Торино, където измъчван от трайна контузия, остава неспособен да разкрие пълния си потенциал. Отбелязва само един гол в изиграните 12 срещи и той е на 8 февруари 1953 г. за победата на Торо с 1:0 над бившия му отбор Интер.
На следващата година, без да има късмета да спечели трофей в Италия, Фаас заиграва за испанския Валенсия. Там и до днес се помни легендарната фраза на феновете: „Què fas, Faas?“ (Какво прави, Фаас?), отнасяща се до възможността му да направи всичко с топката по всяко едно време. В 62 мача за Валенсия отбелязва 38 гола и печели купата на Испания през 1954 г.
Връща се в родината си Холандия през 1956 г., за да се състезава за ВВВ-Венло, но през 1959 г. отново е за кратко на Иберийския полуостров, където прекарва един сезон в отбора на Леванте. На следващата година се озовава във Фортуна Ситард, след като прекарва три сезона там (88 мача и 33 гола), през 1962 г. на 39-годишна възраст, Уилкс отново играе за отбора в който дебютира – Ксерксес. Там играе до 41 години, след което слага край на футболната си кариера.
За националния отбор на холандия изиграва 38 мача, в които отбелязва 35 гола. Взима участие на летните олимпийски игри през 1948 г., а през юни 1949 г. до март 1955 г., не е викан в състава, понеже холандската федерация налага забрана на професионалните футболисти.
Днес, със своите 35 гола в 38 мача, средно по 0,92 гола на мач Фаас Вилкес е вторият по резултатност голмайстор на Холандия след Беп Бакхьойс с 1,22 гола на мач.
Името на холандския анимационен герой Кик Вилстра, идва от тримата легендарни футболисти Кик Смит, Серваас Вилкс и Абе Ленстра.